# Série noire (film, 1955)
Pour les articles homonymes, voir Série noire (homonymie).
Pour plus de détails, voir Fiche technique et Distribution.
Série noire est un film français réalisé par Pierre Foucaud, sorti en 1955.

## Résumé
L'inspecteur Léo Fardier emprisonné à la Santé dans la même cellule que Mariani, le « caïd des Corses », gagne sa confiance et lors de sa sortie rejoint Éliane la « femme » de Mariani qui tombe aussitôt amoureuse de lui. Son courage lui gagne l'estime de toute la bande, mais aussi la haine de Jo, amoureux d’Éliane. Jo joue double jeu auprès de Ménard, chef d'une bande rivale. Un règlement de comptes général a lieu dans un dock de Saint-Ouen. Mariani, libéré, tue Ménard. Jo tue Mariani. Léo tue Jo, pendant que les autres gangsters s'entre-tuent. Léo, félicité par son chef, voit Éliane expirer et s'éloigne dans la nuit, le cœur serré.

## Fiche technique
- Réalisation : Pierre Foucaud
- Scénario, adaptation : Pierre Gaspard-Huit
- Dialogues : Michel Audiard
- Assistants réalisateurs : Bernard Toublanc-Michel, Yves Prigent
- Collaboration technique de Jacques Garcia
- Photographie : Paul Cotteret, assisté de Guy Suzuki
- Opérateur : Billy Villerbue
- Musique : Sidney Bechet
- Décors : Lucien Carré, assisté de Robert André et Daniel Guéret
- Montage : Jean Feyte
- Son : René-Christian Forget, Joseph de Bretagne
- Maquillage Odette Berroyer
- Photographe : Henri Caruel
- Script-girl : Claude Vériat
- Régisseur : Roger Boulais
- Production : Contact Organisation, Pathé Cinéma, P.A.C
- Chef de production : André Hunebelle, René Thévenet
- Distribution : Pathé Consortium
- Tournage du 12 novembre 1954 au 22 janvier 1955 aux studios de Courbevoie
- Pays :  France
- Format :  Noir et blanc - 1,37:1 - 35 mm - Son mono
- Genre : Policier
- Durée : 88 minutes
- Première présentation :
  - France - 04 mars 1955

## Distribution
| - Henri Vidal : L'inspecteur Léo Fardier - Monique Van Vooren : Eliane, la "femme" de Mariani - Erich von Stroheim : Sacha Zavaroff - Sidney Bechet : Dans son propre rôle - Jacqueline Pierreux : Mado - Robert Hossein : Jo - Albert Dinan : César Mariani - Louis Arbessier : Le commissaire Lefranc - Roger Hanin : Ménard - Pascale Roberts : Gaby Ménard - Louis Bugette : Bastia - René Havard : Rinaldo - Henri San Juan : Gauvin - Paulette Arnoux : Simone - Georges Chamarat : Maître Fressencourt - Paul Azaïs : Dominique le "Corse" - Michel Flamme : Marcel, un complice - Jacques Ary : Un inspecteur - Luc Andrieux : Max - René Bergeron : Un gardien - Christiane Chambord : Solange - Jacques Favre-Bertin : Le barman du tripot - Gérard Barray : Un homme du "Corse" - Bernard Musson : Un maton - Sylvain Lévignac : Un homme de Ménard | - Jacques Préboist : Un détenu - Jacques Ferry - Lucien Frégis : Un trafiquant - Lucien Guervil : Un autre trafiquant - Benoîte Lab : La mère Nave - Tania Soucault : Janine - Nicky Voillard : Une entraîneuse - Jean Balthazar - Gaston Woignez : Bareck - Pierre Grasset - Jean-Claude Dumoutier - Olivia Poli - Claire Herbin - Paulina Cambo - Evelyne Mignon - Nicole Darlix - Marie-Louise Dubois - Paul Crauchet : Le portier du garage - Robert Charlet - Édouard Rousseau - Bonnardel - Baraille - Debeuck - Jacques Bézard - Claude Le Lorrain |